# 世紀のびっくりショー
『世紀のびっくりショー」（せいきのびっくりショー）は、1972年4月2日から同年9月24日までフジテレビ系列局で放送されていたフジテレビ製作のバラエティ番組である。放送時間は毎週日曜 20:00 - 20:56 （日本標準時）。

## 概要
1966年の『びっくりショー』（司会：てんぷくトリオ）から始まり、1年のブランクを経て『万国びっくりショー』（第1期、司会：八木治郎）→『世界びっくりスペシャル』（司会：桂小金治）と続いた『びっくり』シリーズの第4弾。本番組で日曜20:00枠での放送となり、『万国びっくりショー』時代の司会者である八木治郎が司会に復帰した。さらにマリ・クリスティーヌと萩本欽一がレギュラーメンバーに加わった。
番組は、八木が率いる国内の「びっくり人間」とマリが率いる海外の「びっくり人間」がおのおの得意とする超人技を披露した後、萩本が率いる国内の一般人たちによる「挑戦者」軍団がそれらを見よう見まねでやってみるという体で進行していた。しかし、挑戦者たちが限られた時間内に技を真似ることは到底できず、それがびっくり人間たちの凄さを引き立てていた。
しかし、当時のNHK大河ドラマ『新・平家物語』を始めとする裏番組の人気に押される形で、僅か半年で終了。同番組に出演していた萩本が司会を務めた『オールスター家族対抗歌合戦』が、番組終了の翌週から14年に渡り放送された。